# Sergiu Pușcuța
Sergiu Pușcuța (n. 4 septembrie 1972) este un finanțist și om politic din Republica Moldova care, din 14 noiembrie 2019 până în 31 decembrie 2020, a deținut funcția de viceprim-ministru și concomitent ministru al Finanțelor al Republicii Moldova.